# Glavonošci
Glavonošci (Cephalopoda, od grč. plural Kεφαλόποδα (kephalópoda); "glava-stopalo") su razred mekušaca. Odlikuju se bilateralnom simetrijom, istaknutom glavom i stopalom preoblikovanim u "lijevak" i dva kraka tentakula.
Razred ima dva izumrla i dva živuća podrazreda. Izumrli podrazredi su amoniti i belemniti i vrlo su važni za razumijevanje razvoja glavonožaca. Danas živuća dva podrazreda su Coleoidea i Nautoiloidea. U skupini Coleoidea ljušture više uopće nema, ili su njeni rudimentarni ostaci integrirani u tijelo, dok u skupini Nautolidea, koja je danas zastupljena još samo s nekoliko vrsta, životinje ju još uvijek imaju. Najpoznatiji predstavnik ove skupine je indijska lađica.
Sve vrste su grabežljivci, a nastanjuju isključivo mora. Samo rijetke vrste podnose i bočatu vodu, dok ih u slatkoj vodi uopće nema.

## Broj vrsta
Još uvijek se otkrivaju nove vrste glavonožaca:  
- 1998. – 703 recentne vrste[1]
- 2001. - 786 recentnih vrsta[2]
- 2004. - procjena, od 1.000 do 1.200 vrsta[3]

Puno veći broj je fosilnih vrsta. Procijenjuje se, da postoji oko 11.000 izumrlih taksa.

## Biologija

### Podjela tijela
Glavonošci imaju tijelo građeno od trupa (s utrobnom vrećicom), glave s priraslim tentakulama i s trbušne strane smještenim vrećastim plaštom. Pri tome, podjela tijela ne odgovara orijentiranju pri kretanju. Šupljina unutar plašta završava u obliku cijevi (nazvanom hiponom ili lijevak) izvan tijela. U plaštenoj šupljini imaju najčešće dvije (kod Nautiloidea četiri) škrge. Na tome se zasniva jedna od mogućih podjela glavonožaca, na dvoškržnjake i četvoroškržnjake. Usta su okružena rastezljivim tentakulama s prianjalkama kojih mogu imati osam (Octopoda, osmerokračnjaci) deset (Decapoda, desetokračnjaci) ili neodređen broj (indijska lađica ih ima 40). Tentakule s unutrašnje strane imaju prianjalke i dijelom sudjeluju i u kretanju, ali prije svega ih životinje koriste za hvatanje lovine. Danas živuće vrste imaju "kljun" koji je oblikom sličan papagajskom s gornjom i donjom čeljusti, i trenicu (radula), zupčastu pločicu za hvatanje i usitnjavanje hrane.

### Ljušture, tvrdi dijelovi, uzgon i kretanje
Prvotne vrste, kao što su nautiloidi i izumrli amoniti, još imaju odnosno imali su vanjske ljušture od aragonita, jednog od oblika karbonata koje su im vanjski kostur. Ta ljuštura je s unutrašnje strane (npr. indijska lađica) presvučena sedefom, što ih čini vrlo lijepim i privlači kolekcionare. Ljušture su podijeljene na nastanjeni dio, i dio s komoricama ispunjenim plinom koji omogućuje životinji da ostane na željenoj dubini vodenog stupca. Današnje vrste ne mogu koristiti ljušturu za uzgon prema gore ili dolje u vodenom stupcu, jer zbog krutosti ljušture mogu usisati odnosno istisnuti iz nje samo oko 5 grama vode. Usmjeravaju kretanje samo potiskom mlaza, i to sporo. U novije vrijeme u znanstvenoj zajednici se razmatra mogućnost da su neke izumrle skupine ipak možda mogle kontrolirati uzgon unutar vodenog stupca promjenom zapremine plina i vode u komoricama. No, unutrašnja struktura ljuštura nautiloida i amonita se značajno razlikuju. Glavonožac koji je zanimljiv po tankoj kućici koju stvara ženka je Jedrilac (Argonauta argo)
Kod glavonožaca s ostacima ljušture unutar tijela, kao što su sipe (Sepiidae), belemniti (Belemnoidea), spirule (Spirulida) ili lignje ( Loligo), čvrsti dijelovi su zatvoreni unutar plašta. Izumrli belemniti sustavno su nastanjenu komoricu reducirali do leđne žličice ili štapića. Spirule, za razliku od amonita, i nautiloida, imaju na trbušnoj strani smještenu spiralu od vapnenca podijeljenu na komorice ispunjene plinom (ostatak prvobitne ljušture).
Recentne vrste glavonožaca koje imaju vanjsku ljušturu su u skupini Nautiloidea razvrstanih u rod Nautilus, a jednu vrstu neki autori svrstavaju u zaseban rod, Allonautilus. Danas je u skupini nautiloida još samo nekoliko, dok je iz iste skupine poznato više od 10.000 fosilnih vrsta. Broj izumrlih amonita još nije točno utvrđen, no smatra se da bi ih moglo biti oko 30.000 do 40.000 vrsta.

### Živčani sustav
Glavonošci imaju jako dobro razvijen živčani sustav, obilježen krupnim živčanim vlaknima u plaštu. Ta vlakna su dugo godina zbog velikog pomjera bila korištena za pokuse u neurofiziologiji. Imaju velik mozak, najveći od svih beskralješnjaka, a smatra ih se najinteligentnijim u toj velikoj skupini životinja.
I osjetila su im vrlo dobro razvijena. Osim nautiloida, svi imaju u koži stanice koje im omogućuju promjenu boja (kromatofori) što koriste za sporazumijevanje i za prikrivanje. Vid im je također vrlo dobar. Provedeni pokusi su pokazali, da obična hobotnica razlikuje širinu, veličinu, oblik i orijentaciju (okomitu ili vodoravnu) objekta. Također, oči su im osjetljive i na polarizaciju svjetla. No, uzimajući u obzir činjenicu da mijenjaju boju, iznenađuje pretpostavka da glavonošci uglavnom ne razlikuju boje. Kad se prikrivaju, mijenjaju oblik prilagođavajući ga okolišu koji vide, no za prilagođavanje boje tijela, smatra se da im pomažu stanice koje reflektiraju svjetlo iz okoline. Dokaz da vide boju nađen je samo kod vrste Watasenia scintillans.

### Krvotok
Glavonošci su jedina skupina mekušaca s gotovo zatvorenim krvotokom jer uz vene i arterije imaju i kapilare. Kao većina mekušaca, glavonošci češće koriste hemocijanin, protein koji sadrži bakar, nego hemoglobin za prijenos kisika. Zbog toga je njihova krv kad izgubi kisik bezbojna, a izložena zraku postaje plava

### Kretanje
U plaštenu šupljinu rastezanjem mišića plašta ulazi voda koja služi životinji za disanje. No, kad se plašteni mišići skupe, voda ne može izaći iz šupljine drugačije nego kroz uski lijevak, što rezultira snažnim mlazom vode i potiskom tijela u suprotnom smjeru. Zbog toga se kolokvijalno ovaj način kretanja naziva "mlazni pogon". Ovo kretanje troši puno više energije od korištenja repa kod riba, a učinkovitost tog načina opada s veličinom životinje.
Neke vrste mogu "hodati" uz obalu mora koristeći se krakovima. Neke skupine se na kraće udaljenosti kreću samo pomoću valovitog obruba oko plašta. Neke dubokomorske vrste također često hodaju krakovima po dnu.

## Razmnožavanje i životni ciklus
Glavonošci su razdvojenih spolova, a kod većina vrsta prisutan je spolni dimorfizam. Mnoge vrste njeguju izraženo seksualno ponašanje. Nakon često duže ljubavne predigre, mužjaci pomoću jednog kraka stavljaju spermije u obliku sparmatofora u plaštenu šupljinu ženke. Ženke polažu jaja s ekstremno krupnim žumankom iz kojih se, bez larvenog stadija, vale potpuno razvijeni maleni glavonošci. Neke skupine intenzivno njeguju i čuvaju jaja.
Uz neke iznimke, glavonošci vrlo brzo rastu a žive kratko. Većinu energije iz hrane koriste za rast.

## Klasifikacija
Razred Cephalopoda
Red Sepiida
Porodica Sepiadariidae
Porodica Sepiidae, sipe
Red Sepiolida
Porodica Idiosepiidae
Porodica Sepiolidae, bobići
Red Spirulida
Porodica Spirulidae
Red Teuthida
Podred Myopsina
Porodica Loliginidae, lignje
Podred Oegopsina
Porodica Ancistrocheiridae
Porodica Architeuthidae
Porodica Bathyteuthidae
Porodica Batoteuthidae
Porodica Brachioteuthidae
Porodica Chiroteuthidae
Porodica Chtenopterygidae
Porodica Cranchiidae
Porodica Cycloteuthidae
Porodica Enoploteuthidae
Porodica Gonatidae
Porodica Histioteuthidae
Porodica Joubiniteuthidae
Porodica Lepidoteuthidae
Porodica Lycoteuthidae
Porodica Mastigoteuthidae
Porodica Neoteuthidae
Porodica Octopoteuthidae
Porodica Ommastrephidae
Porodica Onychoteuthidae
Rod Parateuthis
Porodica Promachoteuthidae
Porodica Psychroteuthidae
Porodica Pyroteuthidae
Porodica Thysanoteuthidae
Porodica Walvisteuthidae
Red Octopoda
Podred Cirrina
Porodica Cirroteuthidae
Porodica Opisthoteuthidae
Porodica Stauroteuthidae
Podred Incirrina
Porodica Alloposidae
Porodica Amphitretidae
Porodica Argonautidae, jedrilci
Porodica Bolitaenidae
Porodica Idioctopodidae
Porodica Octopodidae, hobotnice
Porodica Ocythoidae, mujače
Porodica Tremoctopodidae, bobuljci
Porodica Vitreledonellidae
Red Vampyromorpha
Porodica Vampyroteuthidae
Podrazred Nautiloidea
Red Nautilida
Porodica Nautilidae

## Vanjske poveznice
|  | Zajednički poslužitelj ima još gradiva o temi Glavonošci |
|  | Wikivrste imaju podatke o taksonu Glavonošcima           |

- Drvo života  Arhivirana inačica izvorne stranice od 17. svibnja 2020. (Wayback Machine) (en)
- Glavonošci (de)